# تشوه شرياني وريدي دماغي
التشوه الشرياني الوريدي الدماغي هو اتصال غير طبيعي بين الشرايين والأوردة في الدماغ، على وجه التحديد: تشوه شرياني وريدي في المخ.

## العلامات والأعراض
أكثر المشاكل الملاحظة، والمتعلقة بالتشوه الشرياني الوريدي، هي الصداع والنوبات، وعجز العصب القحفي، وآلام الظهر وآلام الرقبة والغثيان، إذ يشق الدم المتخثر طريقه لينحل في السائل الشوكي للفرد. من المفترض أن 15٪ من السكان، عند اكتشافهم، لا تظهر عليهم أي أعراض على الإطلاق. ومن الأعراض الشائعة الأخرى ضجيج نابض في الرأس، وضعف تدريجي وخدر وتغيرات في الرؤية بالإضافة إلى ألم موهن ومضني.
في الحالات الخطيرة، تتمزق الأوعية الدموية ويحدث نزيف داخل الدماغ (نزيف داخل القحف). ومع ذلك، في أكثر من نصف المرضى الذين يعانون من التشوه الشرياني الوريدي، يكون النزف هو العَرَض الأول. تشمل الأعراض الناتجة عن النزيف فقدان الوعي، والصداع المفاجئ والشديد، والغثيان، والقيء، وسلس البول، وعدم وضوح الرؤية، من ضمن أمور أخرى. من الممكن أيضًا حدوث ضعف ناتج عن تلف أنسجة المخ الموضعية في موقع النزيف، بما في ذلك النوبات، والضعف أحادي الجانب (الشلل النصفي)، وفقدان الإحساس باللمس على جانب واحد من الجسم، والعجز في معالجة اللغة (فقدان القدرة على الكلام). التمزقات الحاصلة هي المسؤولة عن الوفيات بشكل كبير.
قد توقف التشوه الشرياني الوريدي في بعض المواقع الحرجة دوران السائل الدماغي الشوكي، ما يتسبب في تراكم السائل داخل الجمجمة ويؤدي إلى حالة سريرية تسمى استسقاء الرأس. يمكن أن يحدث تيبس الرقبة نتيجة لزيادة الضغط داخل الجمجمة وتهيج السحايا.

## الفيزيولوجيا المرضية
التشوه الشرياني الوريدي هو اتصال غير طبيعي بين الشرايين والأوردة في الدماغ البشري. التشوهات الشريانية الوريدية هي الأكثر شيوعًا من أصل ما قبل الولادة. في الدماغ الطبيعي، ينتقل الدم المخضب من القلب بالتسلسل عبر الأوعية الدموية الأصغر التي تنتقل من الشرايين إلى الشرايين ثم الشعيرات الدموية. يُزال الأكسجين من الوعاء الأخير من أجل أن يستخدمه الدماغ. بعد إزالة الأكسجين، يصل الدم إلى الأوردة والأوردة اللاحقة التي سوف تعيده إلى القلب والرئتين. من ناحية أخرى، عندما يكون هناك تشوه في الشرايين، ينتقل الدم مباشرة من الشرايين إلى الأوردة من خلال الأوعية غير الطبيعية مما يعطل الدورة الدموية الطبيعية.

## التشخيص
يحدد تشخيص التشوه الشرياني الوريدي من خلال دراسات التصوير العصبي بعد فحص عصبي وبدني كامل. تُستخدم ثلاث تقنيات رئيسية لتصور الدماغ والبحث عن التشوه الشرياني الوريدي: التصوير المقطعي المحوسب (سي تي)، والتصوير بالرنين المغناطيسي (إم آر آي)، وتصوير الأوعية الدماغية. عادة ما يُجرى فحص بالأشعة المقطعية للرأس أولًا عندما يكون الموضوع من الأعراض. يمكن أن تشير إلى الموقع التقريبي للنزيف. يعتبر التصوير بالرنين المغناطيسي أكثر حساسية من التصوير المقطعي في تشخيص التشوه الشرياني الوريدي ويوفر معلومات أفضل حول الموقع الدقيق للتشوه. يمكن الحصول على صور أكثر تفصيلًا لتشابك الأوعية الدموية التي تتكون منها التشوه الشرياني الوريدي باستخدام العوامل المشعة المحقونة في مجرى الدم. إذا استُخدم التصوير المقطعي المحوسب في تصوير الملتحمة، فإن هذا يسمى تصوير الأوعية المقطعي المحوسب. بينما، إذا استخدم التصوير بالرنين المغناطيسي، فإنه يسمى تصوير الأوعية بالرنين المغناطيسي. يحصل على أفضل صور التشوه الشرياني الوريدي من خلال تصوير الأوعية الدماغية. يتضمن هذا الإجراء استخدام قثطرة، تمرر عبر شريان حتى الرأس، من أجل إيصال عامل التباين إلى التشوه الشرياني الوريدي. عندما يتدفق عامل التباين عبر بنية التشوه الشرياني الوريدي، يحصل على سلسلة من صور الأشعة السينية.